# Oxydia alternata
Oxydia alternata är en fjärilsart som beskrevs av W. Warren 1905. Oxydia alternata ingår i släktet Oxydia och familjen mätare. Inga underarter finns listade i Catalogue of Life.